# Родич, Славко
Славко Родич (серб. Славко Родић; 11 мая 1918, село Средице, Горни-Рибник, Австро-Венгрия  — 29 апреля 1949, Белград) — югославский военачальник, участник Народно-освободительной войны, самый молодой в истории Югославии генерал, Народный герой Югославии.

## Биография
Родился 11 мая 1918 в селе Средице близ Горни-Рибника и Приедора. Окончил начальную школу в Дрваре и среднюю школу в Босански-Петроваце. В 1939 году окончил Белградское ПТУ, устроился преподавателем математики (геометрии) в военном училище Вршаца. До войны вступил в КПЮ. После Апрельской войны 1941 года скрывался в родном селе, активно участвовал в организации антифашистского движения в Боснийской Краине.
27 июля 1941 Родич принял боевое крещение в битве при Дрваре, командуя отрядом «Яворье». В течение всего лета 1941 года как офицер связи руководил Дрварской бригадой. 24 августа 1941 во время первого наступления усташских вооружённых сил Славко повёл бойцов в контратаку и наголову разгромил усташей. В октябре 1941 года одержал победу в битве при Рипаче, в течение осени-зимы командовал силами партизан на территориях Босански-Петроваца, Дрвара и Бихача.
В январе 1942 года Славко возглавил 5-й Краинский партизанский отряд. После серии боёв за Колунич в мае 1942 года был назначен заместителем командира Оперативного штаба НОАЮ в Боснийской Краине, а 9 ноября 1942 возглавил и 5-ю Краинскую дивизию. Проявил себя в битве на Неретве в марте 1943 года: его дивизия отвлекла на себя часть немецких сил, не позволив им отправить подкрепления для окружения Центрального партизанского госпиталя и дав ему отойти из Грмеча.
В мае 1943 года Родич возглавил 2-й (5-й с октября 1943 года) Боснийский корпус. Большую часть побед корпус одержал именно под командованием Славко: в конце 1943 года 27-летний Родич стал генерал-майором НОАЮ. Самым известным сражением с участием Славко Родича стала битва за Баню-Луку в декабре 1943 года в канун Нового года: город оборонял вооружённый до зубов немецко-хорватский гарнизон. Родич сражался наравне с рядовым солдатами в первых рядах, лично отстреливаясь и уничтожая солдат гарнизона. В том бою юный генерал был ранен.
В конце 1944 года Родичу присвоили звание генерал-лейтенанта. До конца войны он участвовал во всех ключевых операциях югославской армии. После войны он командовал 5-й армией, занимал должность начальника Первого управления Генерального штаба и заместителя начальника Генерального штаба (должность получил после бегства и гибели Арсо Йовановича. Был избран членом ЦК Компартии Боснии и Герцеговины, работал депутатом Народной скупщины Боснии и Герцеговины, состоял в Союзном комитете Народного фронта Югославии. Окончил в 1949 году Военную академию имени К.Е.Ворошилова, защитив дипломную работу на тему «Противодесантная оборона армии в горной местности».
29 апреля 1949 Славко Родич скоропостижно скончался от пневмонии. По случаю его смерти в стране был объявлен двухдневный траур. Похоронен Родич был на Новом кладбище в Белграде. Уже после его смерти стали ходить слухи о том, что его на самом деле расстреляли по обвинению в сотрудничестве с НКВД СССР, которые так и не подтвердились. Был награждён рядом орденов и медалей, в том числе Орденом Народного героя (звание присвоено 14 декабря 1949 посмертно).